# 黃方济各
黃方济各（巴方济，Bishop Francisco Pallás y Faro，O.P.1706年12月3日—1778年3月6日）多明我会会士、天主教福建宗座代牧区第8任主教（1753-1778）。
1706年12月3日，黃方济各出生于西班牙薩莫拉省的伯納門特(Benavente)。。1736年抵达菲律宾，在新比斯开省传教，后在圣多玛斯大学教法典，1747年被选为道明会玫瑰省省会长。卸任后派往罗马和马德里担任玫瑰省的代办。
1753年7月11日（46岁）黃方济各被委任为天主教福建宗座代牧区第8任主教，领Synopolis主教衔，来华传教。同年8月5日举行祝圣仪式。
1778年3月6日，黃方济各在福安溪前（今溪填）去世，享年71岁。